# Trichosalpinx intricata
Trichosalpinx intricata là một loài thực vật có hoa trong họ Lan. Loài này được (Lindl.) Luer miêu tả khoa học đầu tiên năm 1983.